# ナーシルッディーン・ハイダル・シャー
ナーシルッディーン・ハイダル・シャー（ヒンディー語：नासिर उद दीन हैदर शाह, ウルドゥー語：ناصر الدیں حیدر شاہ, Nasir-ud-din Haidar Shah, 1803年9月9日 - 1837年7月7日）は、北インド、アワド藩王国の君主（在位：1827年 - 1837年）。

## 生涯
1814年10月19日、父であるアワド藩王ガーズィー・ウッディーン・ハイダル・シャーが死亡し、ナーシルッディーン・ハイダル・シャーが藩王位を継承した。
1837年7月7日、ナーシルッディーン・ハイダル・シャーは死亡した。彼の側近に暗殺されたのだという。
死後、父の弟である叔父のムハンマド・アリー・シャーが藩王位を継承した。

## ギャラリー
- ナーシルッディーン・ハイダル・シャー
- ナーシルッディーン・ハイダル・シャーとイギリス人